# Hermann Rorschach
Hermann Rorschach [IPA: heɐman ʁoɐʃax] (8 de novembre de 1884, Zúric - 2 d'abril de 1922, Herisau) va ser un psiquiatre i psicoanalista suís, conegut sobretot per l'elaboració de la prova que porta el seu nom, el Test de Rorschach.

## Origen familiar i primers estudis
Rorschach va néixer a Suïssa, al si d'una família amb pocs recursos econòmics. El seu pare era un pintor sense gran èxit en la seva professió i que feia classes de pintura en una escola preparatòria per a homes.
Durant els seus estudis en l'etapa secundària, Rorschach va demostrar especial entusiasme per entintar sobre paper i enganxar-lo, de manera que obtenia formes d'ocells o papallones, la qual cosa fins i tot li va valer ser malanomenat amb el nom de "Kleck" que significa «taca» .
En acabar l'escola, es va interessar per la pintura i va començar estudis en ciències naturals, ingressant a l'escola de medicina el 1904. Després de graduar-se, el 1909 es va interessar per la psiquiatria.

## Inici en la psicoanàlisi
A 1911, Rorschach arriba al psicoanàlisi, corrent psicològic i psiquiàtrica en voga a principis del segle xx. Ingressa a la clínica universitària de Zuric, la «Burghölzli», dirigida per Eugen Bleuler. Allà es va entusiasmar amb les idees freudianes, mentre s'iniciava en la tècnica de l'associació verbal. Va ser així com va començar a donar més importància a l'aspecte de la interpretació i el psicodiagnòstic, terme que va ser el primer a encunyar, basant-se en treballs artístics realitzats per neuròtics i psicòtics sobre la seva pròpia habilitat per pintar.

## Desenvolupament com a psiquiatre
Mentre es trobava treballant en un hospital de Suïssa, va tenir temps per interessar en les sectes religioses. Les seves investigacions li van permetre traçar un quadre general de les sectes religioses suïsses, una síntesi de psicologia religiosa, sociologia, psicopatologia i psicoanàlisi. Durant aquest interval, quan un col·lega publicà el 1917 la seva tesi doctoral sobre una prova de taques que havia inventat, Hermann Rorschach renovà el seu interès en la seva tècnica ja utilitzada. D'aquesta manera Hermann arribà a utilitzar 40 targetes, encara que realment eren 15 les que usava amb més freqüència. Va recaptar llavors les respostes de 305 persones a qui mostrava les targetes i els preguntava què podria ser això?. La prova va ser aplicada a 117 neuròtics i 118 psicòtics.
Les respostes subjectives li facilitaven distingir entre uns i altres amb base a les habilitats perceptuals, intel·ligència i característiques emocionals. Rorschach considerava aquesta prova com un mirall on la taca constitueix un estímul òptic, el qual activa imatges que són projectades de tornada a les taques. Això es basa en la tendència a projectar interpretacions i emocions davant estímuls ambigus, en aquest cas les taques.
Així, els observadors són capaços d'entreveure de manera més profunda trets de personalitat i impulsos en la persona que realitza la prova. Diversos col·legues d'Hermann el van encoratjar a publicar aquests resultats. El manuscrit que conté la versió original de les proves consisteix en 15 targetes, però sis editors les van rebutjar, de manera que va haver de reduir el nombre de targetes a deu.
Al juny de 1921 finalment es va imprimir el seu llibre, però l'edició de les targetes va ser insatisfactòria, ja que van reduir la mida i els colors van ser alterats. Així va quedar el model de les deu targetes que es coneix avui dia com la prova de psicodiagnòstic de Rorschach.
El 1922 Hermann Rorschach morí per peritonitis com a conseqüència d'una apendicitis mal atesa.

## Test de Rorschach
La prova és un mètode projectiu, en què la persona ha de descriure el que veu en les deu làmines. Algunes són en blanc i negre i d'altres en color. La resposta de cadascuna és qualificada amb base a la informació que dona el pacient, la qual pot incloure forma, color o contingut. La teoria diu que els símbols que es projecten sobre la prova pertanyen tant al codi genètic, com als arquetips, els quals són activats per necessitats que es presenten en la vida de l'individu. D'aquesta manera els símbols són sovint factors que desperten la nostra memòria en un nivell emocional, el qual és mesurat i codificat en la prova. Per aquesta raó aquesta prova és avui dia, malgrat la seva antiguitat, una de les més utilitzades.

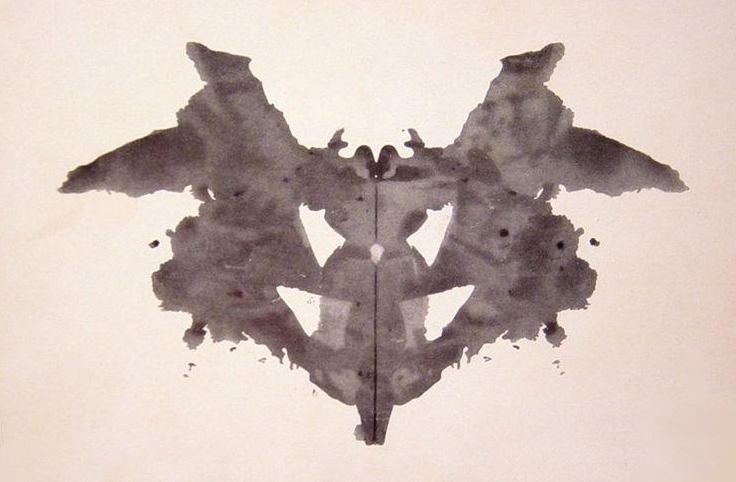
Làmina I
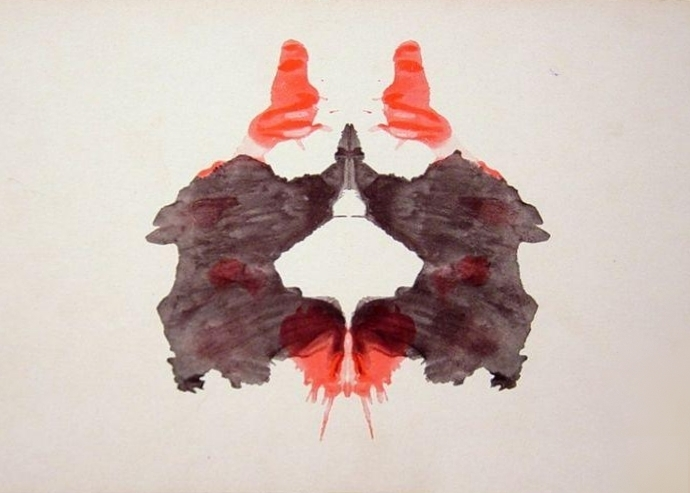
Làmina II
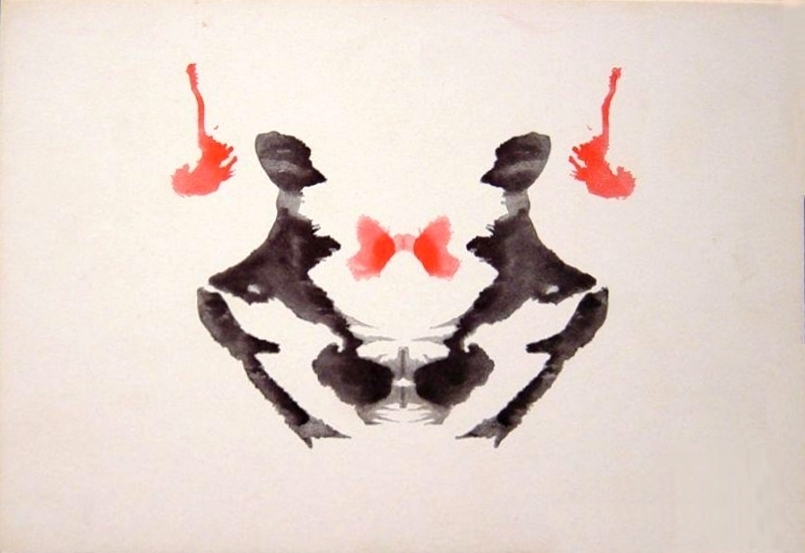
Làmina III
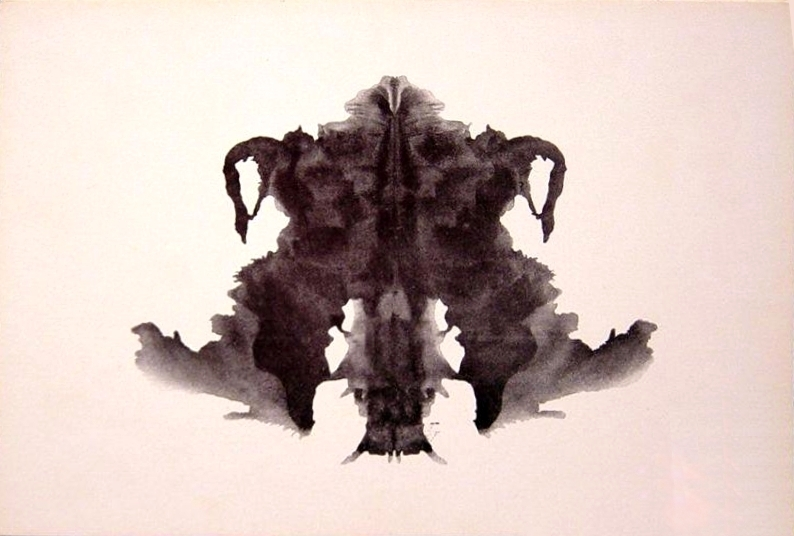
Làmina IV
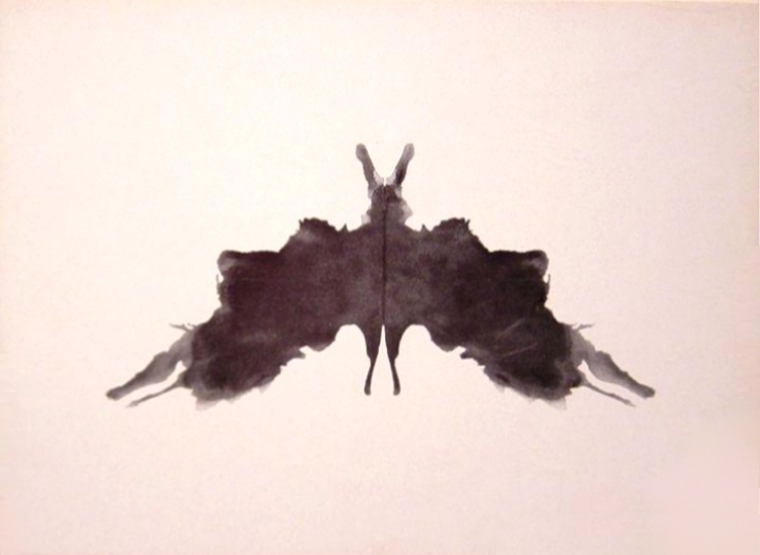
Làmina V
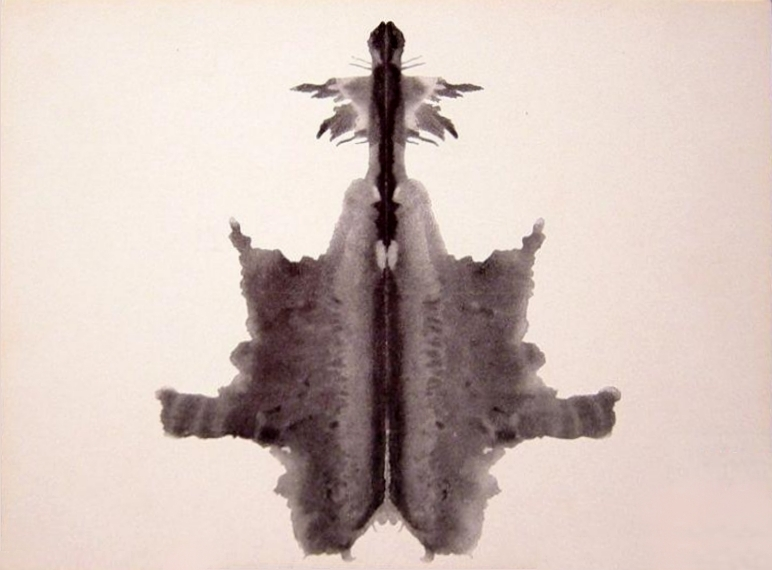
Làmina VI
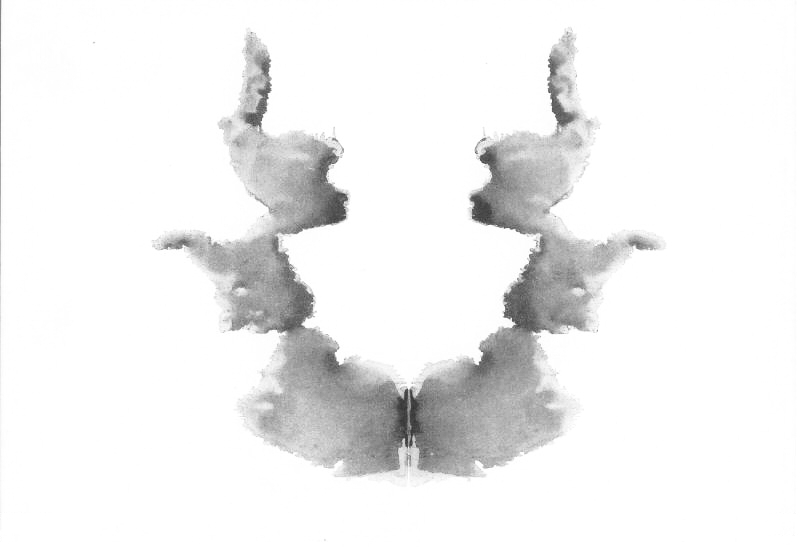
Làmina VII
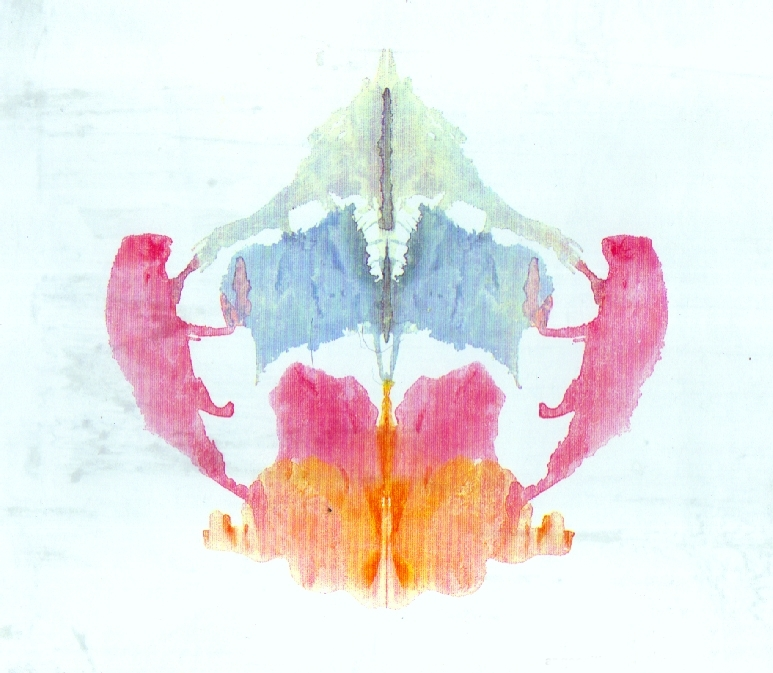
Làmina VIII
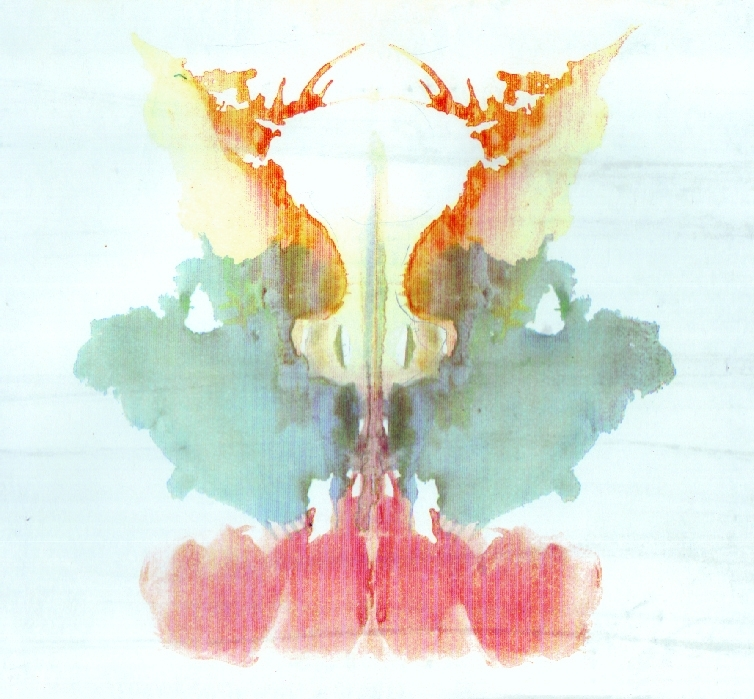
Làmina IX
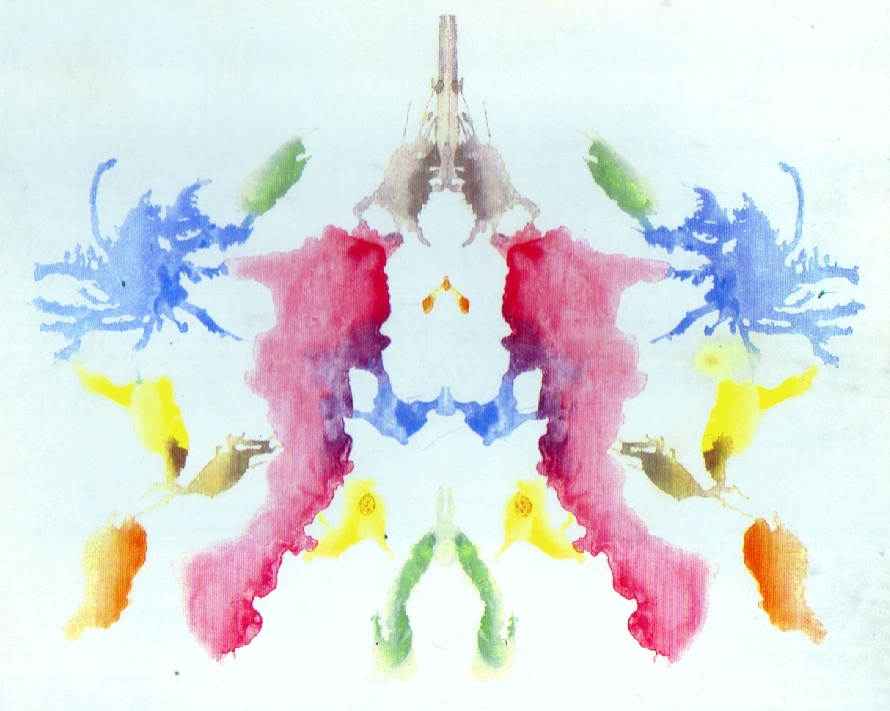
Làmina X

### Obra pròpia
- Rorschach, Hermann. Obras menores e inéditas.  Morata, 1967. ISBN 978-84-7112-038-0.
- —. Briefwechsel. ISBN 978-3-456-84044-4.

### Test de Rorschach
- Bohm, Ewald. Manual del psicodiagnóstico de Rorschach.  Morata, 1998. ISBN 978-84-7112-112-7.
- Exner, John E.. Manual de codificación del Rorschach para el sistema comprehensivo.  Madrid: Psimática, 2007. ISBN 978-84-88909-24-4.
- —. Principios de interpretación del Rorschach: un manual para el sistema comprehensivo.  Madrid: Psimática, 2005. ISBN 978-84-88909-13-8.
- Sendin Bande, Concepción. Manual de interpretación del Rorschach.  Madrid: Psimática, 2007. ISBN 978-84-88909-15-2.